# Partito Liberale Democratico (Romania)
Il Partito Liberale Democratico (in romeno Partidul Liberal Democrat, PLD) è stato un partito politico romeno.
Il partito nacque nel 2006 dalla scissione della componente liberista del Partito Nazionale Liberale. Il PLD era guidato da Theodor Stolojan, già deputato del PNL. Nel 2006, infatti, alcuni deputati del PNL diedero vita al gruppo parlamentare "Platforma Liberală" (Piattaforma Liberale), il cui slogan era "Progresso, Libertà, Dignità". IL PLD si prefiggeva l'adesione al Partito Popolare Europeo ed una più stretta adesione ai valori della Chiesa ortodossa rumena, con il dichiarato scopo di difendere l'identità rumena. Il PLD, pertanto, si proponeva come un partito liberista in campo economico, ma conservatore sul versante etico. I deputati del PLD collaborarono subito strettamente con i moderati del Partito Democratico, alleati al governo con il PNL.
Nel dicembre del 2007 il congresso del partito votò la fusione del PLD con il PD dando vita al Partito Democratico Liberale.

## Struttura

### Presidenti
- Theodor Stolojan (2006-2007)

## Risultati elettorali
| Elezione     | Voti    | %    | Seggi  |
| ------------ | ------- | ---- | ------ |
| Europee 2007 | 398 901 | 7,78 | 3 / 35 |